# Кръв и ярост
Кръв и ярост (на английски: Blood Rage) е настолна игра по дизайн на Ерик Ланг от 2015 година. Всеки играч контролира клан от митологични викинги, трупащи слава с наближаването на Рагнарьок. Играе се в три ери или рундове, включва теглене на карти, битки и контрол над региони чрез войски. Всички битки се разрешават чрез игра с карти, а също така карти се използват за подобрения на различните кланове, техните водачи, войни, кораби и чудовища. Базирана частично върху играта Мидгард (Midgard) на Ерик Ланг от 2007 година, играта е официално пусната на пазара чрез Кикстартър, събирайки почти 1 млн. долара. Играта получава добра оценка и е включена в списъка на препоръчани игри за игра на годината на наградите „Kennerspiel des Jahres“.
През 2019 година играта е преведена и издадена за българския пазар.

## Награди и признания
- 2016 Kennerspiel des Jahres Recommended[3][4]
- 2016 International Gamers Award - General Strategy: Multi-player Nominee[4]
- 2016 SXSW Tabletop Game of the Year Nominee[4]
- 2016 Goblin Magnifico Nominee[4]
- 2015 Meeples' Choice Nominee[4]
- 2015 Golden Geek Board Game of the Year Nominee[4]
- 2015 Golden Geek Best Thematic Board Game Nominee[4]
- 2015 Golden Geek Best Strategy Board Game Nominee[4]
- 2015 Golden Geek Best Board Game Artwork/Presentation Nominee[4]